# اووکلند (مین)
اووکلند(به انگلیسی: Oakland) شهری در ایالت مین کشور ایالات متحده آمریکا است که جمعیت آن در سرشماری سال ۲۰۱۰ میلادی، ۲٬۶۰۲ نفر بوده‌است.